# 海天中轉大樓客車
海天中轉大樓客車/香港機場中轉巴士（英語：SkyPier Terminal Transfer Coach），是來往香港赤鱲角香港國際機場海天中轉大樓至澳門珠澳口岸人工島港珠澳大橋澳門邊檢大樓／廣東省珠海市港珠澳大橋珠海公路口岸的過境中轉巴士服務，由港澳機場客運服務有限公司經營。

## 路線
海天中轉大樓客車提供兩條路線：
- 海天中轉大樓↔澳門邊檢大樓（港澳線，於2023年8月30日開通）
- 海天中轉大樓↔珠海公路口岸（港珠線，於2023年12月12日開通[2]）

海天中轉大樓客車僅在香港國際機場和廣東省珠海市／澳門特別行政區之間的禁區範圍內行駛。旅客乘搭本線必須持有有效證件（6個月以上有效期的護照），前往香港國際機場時必須持有24小時內有效機票，否則會被檢控。

## 服務詳情

### 票價
| 海天中轉大樓巴士 |                        |                  |                |
| 票價             | 港幣／澳門幣（港澳線） | 人民幣（港珠線） | 港幣（港珠線） |
| 成人             | $280                   | ¥220             | $240           |
| 優惠             | $210                   | ¥180             | $200           |

- 優惠票價適用於12歲以下小童及65歲或以上的長者。
- 澳門居民、中國大陸居民或其他旅客可享有120元的退稅優惠。
- 中國大陸居民若目的地為中國大陸則無法使用該項服務。
- 乘客需出示24小時有效機票、6個月有效期的護照及目的地簽證方能購票。

### 服務時間及班距
本線初期提供澳門線服務，初期以試運方式進行。服務時間方面於2024年10月1日起作出調整，澳門口岸往香港機場發車時間為每日07:30-20:30，香港機場往澳門口岸發車時間為08:30-21:30，車程約45分鐘。
港珠線由港珠澳大橋穿梭巴士營運，旅客可在網上預先或即場購買車票，珠海口岸往香港機場發車時間為每日10:00-19:00，香港機場往珠海口岸發車時間為每日09:00至20:00，每小時一班。

### 香港國際機場預辦登機服務中心
2018年10月24日，港珠澳大橋正式通車，香港國際機場分別於香港口岸入境大堂；珠海口岸及澳門口岸離境大堂設置服務中心，為旅客提供預辦登機手續及領取登機證，亦有航班班次資訊屏幕，澳門口岸的服務中心因工程問題延誤提供服務。
2019年12月16日，接駁巴士服務開通，服務中心正式運作並提供預辦登機服務，但暫不提供行李直掛服務。另外，因應香港機場管理局要求，乘客需持有24小時內有效機票方可乘坐；而由於海天中轉大樓興建中，乘客在大橋澳門口岸上車後，抵達港珠澳大橋香港口岸辦理通關手續後，再乘坐同一輛巴士再前往香港國際機場。
2020年3月23日，澳門口岸預辦登機服務中心服務暫停。
2023年3月20日，香港機場至大橋澳門口岸接駁巴士復運，但暫不提供預辦登機服務。
2023年8月，大橋澳門口岸預辦登機服務中心完成升級，乘客只需在港珠澳大橋澳門邊檢大樓一樓的預辦登機服務中心辦理值機手續，即可直接乘坐中轉巴士抵達香港海天中轉大樓。另外為配合往返海天中轉大樓的中轉巴士服務運作，若旅客選乘航空公司屬香港機場管理局合作的航空公司，可同時辦理行李直挂服務。澳門居民或旅客可享有120港元的香港离境税退稅優惠。
2023年12月12日，“經珠港飛”正式實施。流程方面，乘客在抵達大橋珠海口岸接受安檢及中國海關檢查；通過“香港机场专用通道”到达香港国际机场珠海服务台；在服务台办理“经珠港飞”手续，包括旅客的身份证和机票等资料查验、车票换领凭证後，前往11号和12号“经珠港飞”专用通道接受边检的通关查验；完成通关查验后再前往一楼的香港国际机场预办登机服务室办理值机以及行李托运服务：目前支持国泰航空、香港快运航空、香港航空、大湾区航空、长荣航空、中华航空、华信航空、日本航空离港航班。最後乘坐中轉巴士前往香港國際機場海天中轉大樓，到達後辦理120港元的香港离境税退税手续。

## 使用狀況
此路線服務價格仍然高於港珠澳大橋穿梭巴士轉乘新大嶼山巴士B4線 ，所以在時間較為充裕的情況下，選擇乘坐港珠澳大橋穿梭巴士轉乘新大嶼山巴士B4線在非高峰時刻抵達登機口時間大約相差30分鐘。

## 歷史

### 澳門口岸往返香港機場跨境巴士時期
2019年12月16日，香港國際機場往返港珠澳大橋澳門口岸接駁巴士服務正式開通，以24小時方式營運，每20至1小時一班，平日對開38班次，周未及公眾假期對開44班次。
2020年2月8日，香港機場客運服務（澳門）股份有限公司宣佈因應COVID-19疫情發展，為配合港澳兩地政府的防疫措施，澳門香港機場直達服務縮減班次和調整服務時間。澳門口岸往香港機場服務時間為11:30至19:30，而由香港機場往澳門口岸服務時間為10:00-18:00，班次調整均為30分鐘一班。
2020年3月23日，受防疫措施收緊影響，大橋澳門口岸至香港國際機場接駁巴士服務停止服務。
2023年3月20日，大橋澳門口岸至香港國際機場接駁巴士服務復運，初期提供每天三個往返班次。

### 海天中轉巴士時期
2022年5月20日，香港特區政府在憲報刊登《2022年飛機乘客離境稅條例（修訂附表2）令》，訂明使用港珠澳大橋經海天中轉大樓抵達香港國際機場轉機的過境乘客，將獲豁免繳交飛機乘客離境稅。
2023年8月30日，大橋澳門口岸至香港國際機場接駁巴士改為直達往返香港機場內的海天中轉大樓，乘客可在港珠澳大橋澳門邊檢大樓一樓、地下或網上購票，乘客連行李可“一車到底”。乘客在澳門口岸做完行李直掛及登機牌後，乘車到香港口岸無需再轉乘或通過港珠澳大橋香港口岸出入境通關，巴士會直接抵達香港機場禁區內的海天中轉大樓。未來計劃開展往返珠海之間新多式聯運轉乘服務，預計包括開通往返珠海口岸的中轉巴士路線。
2023年12月12日，海天中轉巴士开设往珠海公路口岸的服务。乘客从中国大陆任何一地乘机抵达珠海金湾机场，在机场完成内地边检部门查验后，旅客可在網上預先或即場購買車票，直接在珠海公路口岸值机厅航空公司柜位办理登机牌并托运行李，登上海天中轉巴士经港珠澳大桥直达香港机场海天中转大楼，下车后直接前往航班登机口，托运行李直挂至海外目的地。
2024年1月1日，旅遊局推出香港國際機場直達澳門免費客車票務優惠，鼓勵訪港之國際及台灣地區旅客延伸行程至澳門，促進港澳聯遊發展，並進一步拓展國際客源。合資格旅客抵達香港國際機場後在指定的直通巴士櫃檯，出示旅行證件和登機牌並作相關資料登記後便可換領推廣票，免費乘坐由香港國際機場開往港珠澳大橋澳門口岸的巴士。旅客在優惠期內可不限次數使用優惠，優惠名額有限，先到先得，額滿即止。
2024年5月26日，澳門首座港珠“雙城”城市候機樓啟用，位於澳門威尼斯人正門大堂，香港國際機場服務櫃台服務時間為08:00至18:00，旅客可於候機室直接辦理登機手續，之後乘坐接駁巴士前往大橋澳門口岸轉乘海天中轉大樓客車直達海天中轉大樓；如從香港機場來澳，在到達大橋澳門口岸後，乘坐接駁巴士直接前往澳門威尼斯人。

## 使用車輛
- 比亞迪C9R（13部）：巴士為純電動巴士，香港口岸及澳門邊檢大樓已設充電樁，巴士共設有36個座位，車廂尾部為行李箱，供放置直掛的行李[22]。

## 外部連結
- 澳門香港機場直達 （页面存档备份，存于）
- 海天中轉大樓客車 （页面存档备份，存于）
- 中國內地及澳門預辦登機服務-港珠澳大橋澳門口岸 （页面存档备份，存于）